# Manuel González Flores
José Manuel del Refugio González Flores (Heroica Matamoros, Tamaulipas, 17 de junio de 1833-Chapingo, Estado de México, 8 de mayo de 1893) fue un militar y político mexicano que se desempeñó como Presidente de México del 1 de diciembre de 1880 al 30 de noviembre de 1884. Su administración constituyó un período de transición fundamental en el Porfiriato, caracterizado por profundas reformas económicas, la modernización del sistema financiero nacional y la consolidación de la infraestructura ferroviaria y telegráfica del país.
Conocido como "el Manco de Tecoac" por la pérdida de su brazo derecho en la Batalla de Tecoac (1876), González fue uno de los principales colaboradores militares de Porfirio Díaz durante las revoluciones liberales del siglo XIX. Su presidencia, aunque controvertida por acusaciones de corrupción, sentó las bases institucionales y económicas que permitirían el posterior desarrollo del México moderno.

## Biografía

### Orígenes familiares y juventud (1833-1847)
José Manuel del Refugio González Flores nació el 17 de junio de 1833 en Heroica Matamoros, Tamaulipas, en el seno de una familia de clase media rural. Sus padres fueron Fernando González, comerciante y pequeño propietario, y Eusebia Flores de la Garza, descendiente de una antigua familia novohispana establecida en la región fronteriza.
La infancia de González transcurrió en una región fronteriza marcada por la inestabilidad política y las tensiones territoriales con Estados Unidos. Este contexto geográfico y familiar influyó decisivamente en su posterior desarrollo como militar y político, forjando en él un fuerte sentimiento nacionalista que lo acompañaría toda su vida.

### Primeras campañas militares (1847-1867)

#### Intervención estadounidense (1847-1848)
González ingresó muy joven al ejército mexicano durante la intervención estadounidense en México (1846-1848), sirviendo inicialmente como soldado raso en las fuerzas que defendían la frontera norte. Aunque su participación en este conflicto fue menor debido a su corta edad, la experiencia de ver el territorio nacional invadido marcó profundamente su carácter y sus convicciones políticas posteriores.

#### Guerra de Reforma (1857-1861)
Al estallar la guerra de Reforma, González se alistó inicialmente en las filas conservadoras, siguiendo la tradición familiar y las influencias regionales de Tamaulipas. Durante este período sirvió bajo las órdenes de varios jefes conservadores en el norte del país, participando en diversas acciones militares menores y ascendiendo gradualmente en el escalafón militar.

#### Cambio de bando y la Segunda Intervención Francesa
El punto de inflexión en la carrera de González llegó con la Segunda Intervención Francesa en México (1862-1867). El asesinato de su padre Fernando González a manos de tropas francesas, según testimonios de la época, motivó su decisión de abandonar las filas conservadoras y unirse al ejército republicano de Benito Juárez. Este cambio de bando, lejos de ser oportunista, respondió a convicciones nacionalistas profundas que lo acompañarían el resto de su vida.
Bajo las órdenes de Porfirio Díaz, González se distinguió notablemente en el sitio de Puebla (1863), donde fue hecho prisionero por las fuerzas franco-mexicanas. Su posterior escape de la prisión, relatado en diversos testimonios de la época, se convirtió en una de las hazañas militares más celebradas de la resistencia republicana. Por estos méritos ascendió a coronel y posteriormente a general de brigada, participando con distinción en las decisivas batallas de Miahuatlán (1866) y La Carbonera (1867).

### Consolidación militar y política (1867-1880)

#### Las revoluciones porfiristas
Tras el triunfo de la República, González se convirtió en uno de los colaboradores más cercanos de Porfirio Díaz. Durante la Revolución de La Noria (1871), primera tentativa golpista de Díaz contra el gobierno de Juárez, González permaneció leal a su jefe militar, aunque el levantamiento fracasó.
La Revolución de Tuxtepec (1876) contra el gobierno de Sebastián Lerdo de Tejada representó el momento cumbre de la carrera militar de González. En la decisiva Batalla de Tecoac (16 de noviembre de 1876), que selló el triunfo porfirista, González perdió el brazo derecho por una metralla de cañón, hecho que le valió el sobrenombre de "el Manco de Tecoac" y el reconocimiento nacional como héroe de la causa liberal. Esta herida, lejos de limitar su carrera, se convirtió en un símbolo de su entrega a la patria y le granjeó el respeto tanto de sus subordinados como de la opinión pública.

#### Gobernador de Michoacán (1877)
Como reconocimiento a sus servicios, Díaz lo nombró gobernador interino de Michoacán (3 de febrero - 1 de julio de 1877). Durante su breve gestión, González demostró notables capacidades administrativas, reorganizando la hacienda estatal, modernizando la administración pública y sentando las bases para el desarrollo económico de la entidad. Su paso por Michoacán fue considerado exitoso y sirvió como antecedente de su posterior desempeño en cargos ejecutivos de mayor envergadura.

#### Secretario de Guerra y Marina (1878-1879)
El 28 de abril de 1878, Díaz nombró a González como Secretario de Guerra y Marina, cargo que desempeñó hasta el 10 de noviembre de 1879. Su gestión en este ministerio fue fundamental para la consolidación del nuevo régimen, iniciando un ambicioso programa de profesionalización del ejército mexicano que incluía:
- Modernización del armamento: Adquisición de fusiles Remington y artillería moderna de origen europeo y estadounidense.
- Reorganización del escalafón militar: Establecimiento de criterios meritocráticos para ascensos y una nueva estructura jerárquica.
- Fundación de instituciones educativas militares: Fortalecimiento del Colegio Militar y creación de escuelas especializadas.
- Reforma del sistema de reclutamiento: Transición gradual del sistema de leva forzosa a un servicio militar más organizado.

Durante su gestión ministerial, González también fue ascendido a General de División, el rango más alto del ejército mexicano, reconocimiento que coronó su brillante carrera militar.

## Presidencia de la República (1880-1884)

### Elección y toma de posesión
La candidatura presidencial de González fue resultado de un complejo acuerdo político entre las diferentes fuerzones liberales. Díaz, impedido constitucionalmente de reelegirse inmediatamente, promovió la candidatura de su lugarteniente más confiable como una solución que permitiera mantener la continuidad del proyecto político iniciado en 1876, al tiempo que respetaba formalmente la legalidad constitucional.
El proceso electoral de 1880, aunque controlado por la maquinaria política porfirista, se desarrolló con relativa normalidad. González obtuvo una amplia mayoría en el Colegio Electoral, tomando posesión el 1 de diciembre de 1880 en una ceremonia que marcó el inicio de una nueva etapa en la consolidación del Estado mexicano moderno.

### Reforma económica y financiera

#### Sistema bancario y monetario
La reforma más trascendental de la administración González fue la creación del sistema bancario nacional moderno. El 2 de junio de 1884, mediante la fusión del Banco Nacional Mexicano y el Banco Mercantil Mexicano, se estableció el Banco Nacional de México, institución que revolucionó las finanzas nacionales. Este banco recibió facultades extraordinarias como:
- Emisión de billetes bancarios respaldados por reservas metálicas
- Agente financiero del gobierno federal para el manejo de la deuda pública
- Servicios bancarios comerciales para el sector privado emergente
- Intermediación en operaciones internacionales de crédito y comercio

La creación de Banamex representó el primer paso hacia la modernización financiera de México y sentó las bases del sistema bancario que perduraría hasta la Revolución Mexicana.

#### Código de Comercio de 1884
El Código de Comercio de 1884 constituyó otra reforma fundamental de la presidencia González. Esta legislación, que sustituyó al obsoleto código de 1854, homogenizó los contratos mercantiles a escala nacional y estableció un marco jurídico moderno para las actividades comerciales. El código reguló aspectos cruciales como:
- Contratos de compraventa y arrendamiento comercial
- Sociedades mercantiles y su régimen jurídico
- Procedimientos concursales y quiebras
- Comercio marítimo y terrestre
- Regulación de corredores y agentes comerciales

Esta legislación permaneció vigente durante décadas y facilitó el desarrollo del comercio interno y externo durante el Porfiriato.

### Sistema métrico decimal
Por decreto del 20 de diciembre de 1882, con vigencia a partir del 1 de enero de 1884, la administración González estableció la adopción obligatoria del sistema métrico decimal en todo el territorio nacional. Esta medida, aunque aparentemente técnica, tuvo profundas implicaciones para la modernización del país:
- Unificación de pesos y medidas a nivel nacional
- Facilitación del comercio interior al eliminar la confusión de sistemas locales
- Integración a estándares internacionales para el comercio exterior
- Modernización de la educación con la enseñanza del nuevo sistema

La resistencia inicial de comerciantes y productores fue gradualmente superada mediante campañas educativas y la aplicación gradual de la nueva normativa.

### Desarrollo de infraestructura

#### Expansión ferroviaria
El desarrollo ferroviario constituye quizás el logro más visible de la presidencia González. La inauguración de la línea troncal del Ferrocarril Central Mexicano entre la Ciudad de México y Ciudad Juárez el 22 de marzo de 1884 representó un hito en la historia del transporte nacional. Esta línea férrea, de más de 1,900 kilómetros de extensión, conectó por primera vez de manera eficiente el centro del país con la frontera estadounidense.
Los beneficios de esta obra fueron múltiples:
- Reducción drástica de tiempos de viaje: De semanas a días entre la capital y la frontera
- Abaratamiento del transporte de mercancías: Facilitando el comercio interno y externo
- Integración territorial: Conectando regiones anteriormente aisladas
- Desarrollo de ciudades intermedias: Crecimiento de poblaciones a lo largo de la ruta
- Modernización social: Intercambio cultural e información entre regiones

Paralelamente se desarrollaron otras líneas ferroviarias menores que complementaron la red principal, sentando las bases de la infraestructura de transporte del México moderno.

#### Red telegráfica nacional
La expansión de las comunicaciones telegráficas fue otro pilar de la modernización gonzalista. Durante su administración se pusieron en servicio nuevas rutas telegráficas fundamentales:
- Línea México-Morelia: Conectando la capital con el occidente del país
- Línea México-Celaya: Fortaleciendo las comunicaciones con el Bajío
- Cable submarino Veracruz-Tampico-Brownsville: Conectando a México con las redes globales de comunicación

La instalación del cable submarino fue particularmente trascendental, ya que por primera vez en su historia México se integró plenamente a las redes internacionales de comunicación, permitiendo el intercambio instantáneo de información con Europa y Estados Unidos. Este avanco facilitó las operaciones comerciales y financieras internacionales y modernizó la administración pública federal.

### Política exterior

#### Restablecimiento de relaciones diplomáticas
Una de las prioridades de la administración González fue la normalización de las relaciones internacionales de México tras décadas de inestabilidad. El restablecimiento de relaciones diplomáticas con el Reino Unido y Francia representó un logro fundamental que tuvo implicaciones económicas y políticas de largo alcance.
Estas negociaciones diplomáticas perseguían objetivos específicos:
- Reconocimiento internacional del régimen porfirista
- Acceso a mercados de capitales europeos para financiar el desarrollo nacional
- Renegociación de la deuda externa en condiciones más favorables
- Incremento del comercio exterior con las potencias europeas
- Modernización tecnológica mediante la importación de maquinaria y conocimientos

El éxito de estas negociaciones permitió a México acceder a préstamos en el mercado de Londres, recursos fundamentales para financiar los proyectos de infraestructura y modernización del país.

### Política social y educativa

#### Reforma educativa
La administración González impulsó importantes innovaciones en el sistema educativo nacional. La introducción de las escuelas de párvulos (1883-1886), inspiradas en el método pedagógico de Friedrich Fröbel, representó la primera modernización sistemática de la educación infantil en México.
Características de esta reforma educativa:
- Educación preescolar sistematizada basada en principios pedagógicos modernos
- Formación especializada de maestros en las nuevas metodologías
- Educación integral que combinaba instrucción intelectual con desarrollo físico y moral
- Atención a la primera infancia como base del desarrollo educativo posterior

Aunque limitada en su alcance geográfico, esta reforma sentó precedentes importantes para la posterior expansión del sistema educativo nacional.

#### Obras públicas urbanas
En el ámbito del desarrollo urbano, la administración González financió importantes obras de saneamiento urbano en la Ciudad de México, incluyendo mejoras en el sistema de drenaje, pavimentación de calles principales y modernización del alumbrado público. Estas obras, aunque modestas comparadas con las grandes transformaciones urbanas posteriores, representaron los primeros pasos hacia la modernización de las ciudades mexicanas.

### Crisis y conflictos

#### El motín del níquel (1883)
La introducción de monedas de níquel de 1, 2 y 5 centavos en 1883 provocó una severa crisis de confianza monetaria conocida como el motín del níquel. La población rechazó masivamente las nuevas monedas, considerándolas de valor inferior, lo que generó:
- Protestas callejeras en la Ciudad de México y otras ciudades principales
- Rechazo comercial de las nuevas monedas por parte de comerciantes
- Crisis de confianza en la política monetaria del gobierno
- Especulación monetaria que afectó la estabilidad económica

El gobierno se vio obligado a retirar gradualmente las monedas de níquel y retornar al sistema monetario tradicional, lo que representó un revés significativo para la política económica de la administración.

#### Controversia de la conversión de la deuda (1884)
Hacia el final de su mandato, González enfrentó fuertes protestas por la llamada conversión de la deuda inglesa (1884), operación financiera destinada a renegociar los términos de la deuda externa mexicana. Los críticos argumentaban que las condiciones de la renegociación eran lesivas para los intereses nacionales, lo que generó:
- Manifestaciones públicas contra la política económica gubernamental
- Oposición parlamentaria en el Congreso de la Unión
- Críticas de la prensa nacional e internacional
- Cuestionamientos sobre la transparencia de las negociaciones financieras

Estas controversias empañaron los últimos meses de la administración González y alimentaron las acusaciones de corrupción que lo perseguirían en años posteriores.

#### Acusaciones de corrupción y juicio político
En 1885, ya concluida su presidencia, la Cámara de Diputados inició un proceso de responsabilidad política contra González y varios exministros de su gabinete. Las acusaciones incluían:
- Malversación de fondos públicos en obras de infraestructura
- Irregularidades en contratos de construcción ferroviaria
- Beneficios indebidos en operaciones financieras gubernamentales
- Nepotismo en el otorgamiento de concesiones y contratos

El Gran Jurado Nacional declaró improcedente la acusación en octubre de 1888, exonerando legalmente a González. Sin embargo, el proceso judicial dañó severamente su reputación pública y ensombreció su legado histórico. La controversia sobre su honestidad perdura hasta nuestros días, con historiadores divididos entre quienes lo consideran víctima de una campaña política y quienes sostienen que efectivamente se benefició indebidamente de su posición.

## Gobernador de Guanajuato (1885-1893)
Tras entregar la presidencia, González fue electo gobernador constitucional de Guanajuato (31 de mayo de 1885 - 8 de mayo de 1893), cargo que desempeñó hasta su muerte. Su gestión en Guanajuato se caracterizó por:

### Desarrollo de infraestructura estatal
- Construcción de caminos conectando las principales ciudades del estado
- Expansión de la red escolar con énfasis en la educación rural
- Modernización de la administración estatal con criterios de eficiencia
- Impulso a la minería mediante facilidades fiscales y administrativas
- Desarrollo agrícola con introducción de nuevas técnicas y cultivos

## Vida personal

### Matrimonios e hijos
La vida personal de González estuvo marcada por dos matrimonios que reflejaron las tensiones entre tradición y modernidad de su época. En 1860 contrajo matrimonio con Laura Mantecón Arteaga, miembro de una distinguida familia mexicana. De esta unión nacieron cuatro hijos: Manuel, Fernando, Laura y María Teresa González Mantecón.
El matrimonio atravesó serias dificultades que culminaron con un escandaloso proceso de divorcio entre 1878 y 1884. Este caso judicial tuvo implicaciones legales trascendentales, ya que motivó importantes reformas al Código Civil de 1884 en materia de patria potestad y derechos familiares. El divorcio González-Mantecón se convirtió en un precedente jurídico fundamental para el derecho familiar mexicano.
Alrededor de 1880, González formó una segunda familia con Juana Horn, relación que se mantuvo hasta su muerte. Con ella tuvo varios hijos cuya situación legal fue compleja debido a las limitaciones del derecho matrimonial de la época.

### Actividades masónicas y empresariales
González fue miembro activo de la masonería mexicana, alcanzando el grado 33 del Rito Escocés Antiguo y Aceptado. Su participación en logias masónicas fue importante para sus conexiones políticas y reflejó su adhesión a los ideales liberales de la época.
En el ámbito empresarial, González acumuló considerables propiedades rurales, especialmente en la región de Texcoco, Estado de México. Sus haciendas se especializaron en agricultura comercial y ganadería, convirtiéndolo en uno de los grandes propietarios de su época. Esta riqueza, sin embargo, también alimentó las sospechas sobre el origen de sus recursos y las acusaciones de enriquecimiento ilícito durante su carrera pública.

## Muerte y honores póstumos
González falleció el 8 de mayo de 1893 en su hacienda de Chapingo, Estado de México, víctima de cáncer de páncreas. Su muerte, a los 59 años de edad, puso fin a una carrera que abarcó los momentos más decisivos de la formación del México moderno.
Sus funerales constituyeron un evento de importancia nacional, con la participación de altas autoridades civiles y militares. Por decreto del 26 de julio de 1896, sus restos fueron trasladados solemnemente a la Rotonda de las Personas Ilustres del Panteón Civil de Dolores, reconocimiento que consolidó su lugar en la historia nacional.
Los honores póstumos incluyeron:
- Traslado de sus restos a la Rotonda de las Personas Ilustres (1896)
- Denominación de calles y plazas en diversas ciudades del país
- Emisión de monedas conmemorativas en el centenario de su nacimiento
- Creación del municipio General Manuel González, Tamaulipas, en su honor

## Reconocimientos y monumentos

### Monumentos y denominaciones
La memoria de Manuel González se encuentra preservada en diversos monumentos y denominaciones a lo largo del territorio nacional:
- Municipio General Manuel González en Tamaulipas, su estado natal
- Calles y avenidas denominadas "General Manuel González" en múltiples ciudades
- Escuelas primarias y secundarias que llevan su nombre en varios estados
- Plaza Manuel González en la Ciudad de México
- Monumento en la Rotonda de las Personas Ilustres

### Numismática y filatelia
- Monedas conmemorativas emitidas en el centenario de su nacimiento (1933)
- Estampillas postales conmemorativas en diversas ocasiones
- Billetes del Banco Nacional de México con su efigie (primeras décadas del siglo XX)

## Obra escrita y documentos
González no fue un escritor prolífico, pero dejó diversos documentos que constituyen fuentes valiosas para el estudio de su época:[cita requerida]

### Documentos oficiales
- Informes presidenciales al Congreso de la Unión (1881-1884)
- Correspondencia oficial como Secretario de Guerra y Marina
- Decretos y reglamentos de su administración presidencial
- Memorias administrativas de su gestión en Guanajuato

### Correspondencia personal
El Archivo Manuel González, resguardado en la Universidad Iberoamericana, contiene una valiosa colección de correspondencia personal que proporciona información sobre sus perspectivas políticas, relaciones familiares y actividades empresariales.

### Testimonios y memorias
Aunque González no escribió memorias formales, existen diversos testimonios de contemporáneos que proporcionan información sobre su carácter, ideas y actuación política.

## Influencia en la cultura popular

### Literatura
La figura de González ha aparecido en diversas obras literarias sobre el Porfiriato, generalmente como personaje secundario que complementa la figura de Porfirio Díaz. Novelistas como Rafael Delgado y José López Portillo y Rojas incluyeron referencias a su administración en sus obras sobre el México decimonónico.

### Historiografía popular
En la historiografía popular mexicana, González ocupa un lugar ambivalente. Mientras que es reconocido como un colaborador importante de Díaz y un modernizador del país, las acusaciones de corrupción han empañado su imagen popular, convirtiéndolo en un ejemplo de los excesos del Porfiriato.

## Genealogía y descendencia

### Descendientes directos
Los descendientes de Manuel González han jugado papeles diversos en la historia mexicana posterior:[cita requerida]
- Manuel González (hijo): Siguió la carrera militar y diplomática
- Fernando González: Se dedicó a actividades empresariales
- Laura González Mantecón: Destacada en actividades sociales y culturales
- María Teresa González Mantecón: Participó en movimientos educativos y feministas

### Líneas genealógicas
Las familias González-Mantecón y González-Horn mantuvieron cierta prominencia social durante el siglo XX, aunque sin alcanzar la relevancia política de su antecesor.